# Russell Brice
Russell Reginald Brice (* 3. Juli 1952) ist ein neuseeländischer Bergsteiger und geschäftsführender Inhaber des Expeditionsunternehmens Himalayan Experience (Himex). Er bestieg den Himal Chuli, den Manaslu, zweimal den Mount Everest und neunmal den Cho Oyu. 1988 waren er und Harry Taylor die ersten, die die sogenannten „Three Pinnacles“ auf dem Nordostgrat des Everest bestiegen, die unzugänglich östlich der Normalroute liegen.

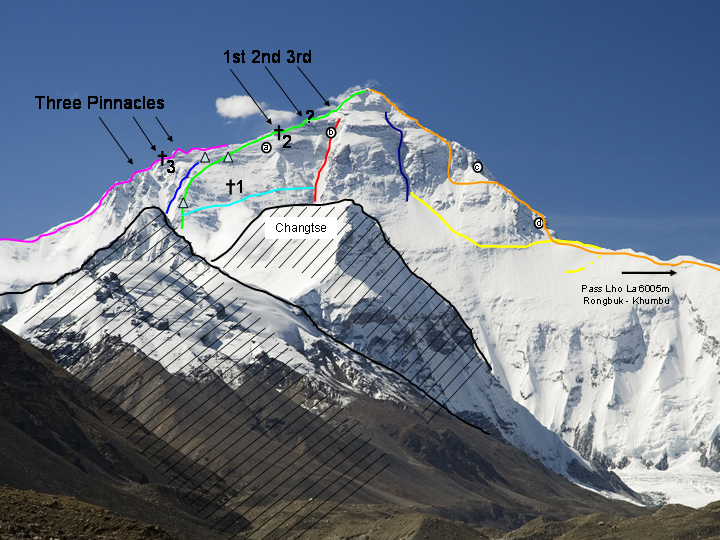
Nordwand des Mt. Everest
grün: Normalweg von Norden mit Hochlagern auf ca. 7700 und 8300 m
lila: unterer Nordostgrat mit den Three Pinnacles, Erstbegehung H. Taylor und R. Brice
†_{2}: Fundort David Sharp

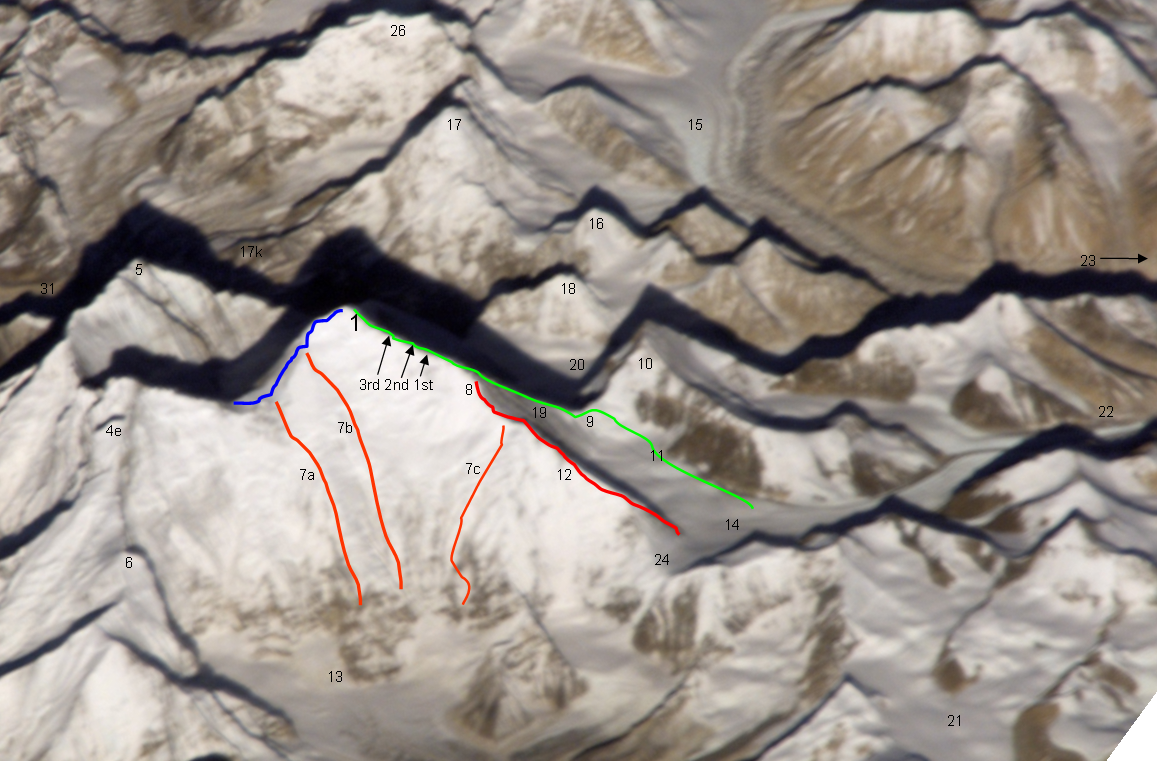
Mount Everest von Osten
grün: Normalroute Nord
rot: Nordostgrat (12), Three Pinnacles (8)

Brice führt seit 1974 Expeditionen in den Himalaya. Zusammen mit Peter Athans gilt er als der erfahrenste Expeditionsleiter am Everest.
In den Medien wurde er bekannt, als seine Expeditionen der Jahre 2006, 2007 und 2009 am Everest vom Discovery Channel für die Fernsehserie Everest: Beyond the Limit gefilmt wurden.

## Kritik
Im Mai 2006 war Brice Teil der Kontroverse um den Tod des Briten David Sharp, der während der Filmaufnahmen für die Dokumentation Everest – Spiel mit dem Tod des Discovery Channels starb. Sharp hatte sich für seine Gipfelambitionen bei einem anderen Unternehmen (Asian Trekking) nur eine minimale Unterstützung mit wenig Sauerstoff und einem Sherpa eingekauft. Er hatte am Vortag auf dem Gipfel gestanden. Im Abstieg vom Gipfel versagten jedoch seine Kräfte, er blieb wegen Erschöpfung beim „First Step“ auf dem Nordostgrat in einer Höhe von ca. 8500 Metern liegen. Er wurde von seinem begleitenden Sherpa auf Anweisung des Teamleiters alleingelassen, damit dieser sich in Sicherheit bringen konnte. Sharp hatte all seinen Sauerstoff verbraucht. In der eisigen, windigen Nacht erlitt er Erfrierungen und war am nächsten Morgen bereits bewusstlos.
Frühmorgens gingen fast 50 Bergsteiger an ihm vorbei. Auch Brices Team passierte auf dem Gipfelanstieg den sterbenden Sharp. Brice selbst war zu dieser Zeit auf dem Nordsattel in 7000 Meter Höhe und beobachtete bei Tageslicht dann sein Team mit einem Fernrohr. Dieses Team und Brice wurden später in den Medien und von Edmund Hillary scharf dafür kritisiert, den Briten liegengelassen und nichts für seine Rettung unternommen zu haben. Die Rechtfertigung Brices, in dieser Höhe könne man keine Rettung durchführen, steht im Gegensatz zur Tatsache, dass im Jahre 2001 zwei Bergsteiger aus der Expeditionsgruppe von Russell Brice von der Expedition von Eric Simonson aus einer viel schwierigeren und höheren Lage – nämlich aus dem Third Step – gerettet wurden.